# 10e étape du Tour d'Italie 2010
Pour un article plus général, voir Tour d'Italie 2010.

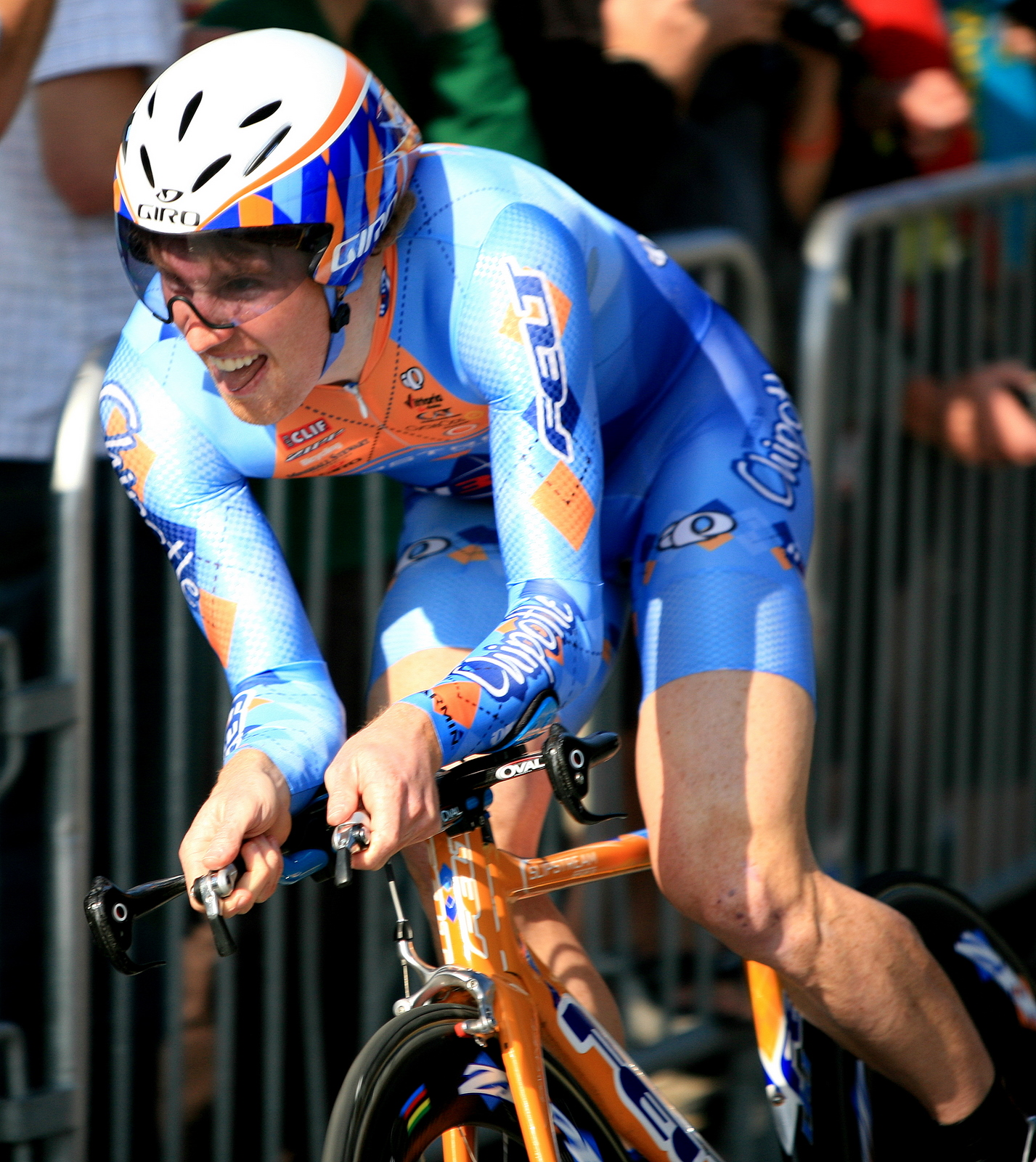
Tyler Farrar remporte sa deuxième victoire sur ce Tour d'Italie.

La 10e étape du Tour d'Italie 2010 s'est déroulée le mardi 18 mai 2010 entre Avellino et Bitonto sur 230 kilomètres. L'Américain Tyler Farrar (Garmin-Transitions) s'adjuge l'étape au sprint. Le Kazakh Alexandre Vinokourov conserve le maillot rose.

## Profil de l'étape
L'étape est avant tout une étape de plaine, et donc destinée surtout aux sprinters, mais les quelques petites difficultés du début d'étapes pourraient également favoriser une échappée.

## La course

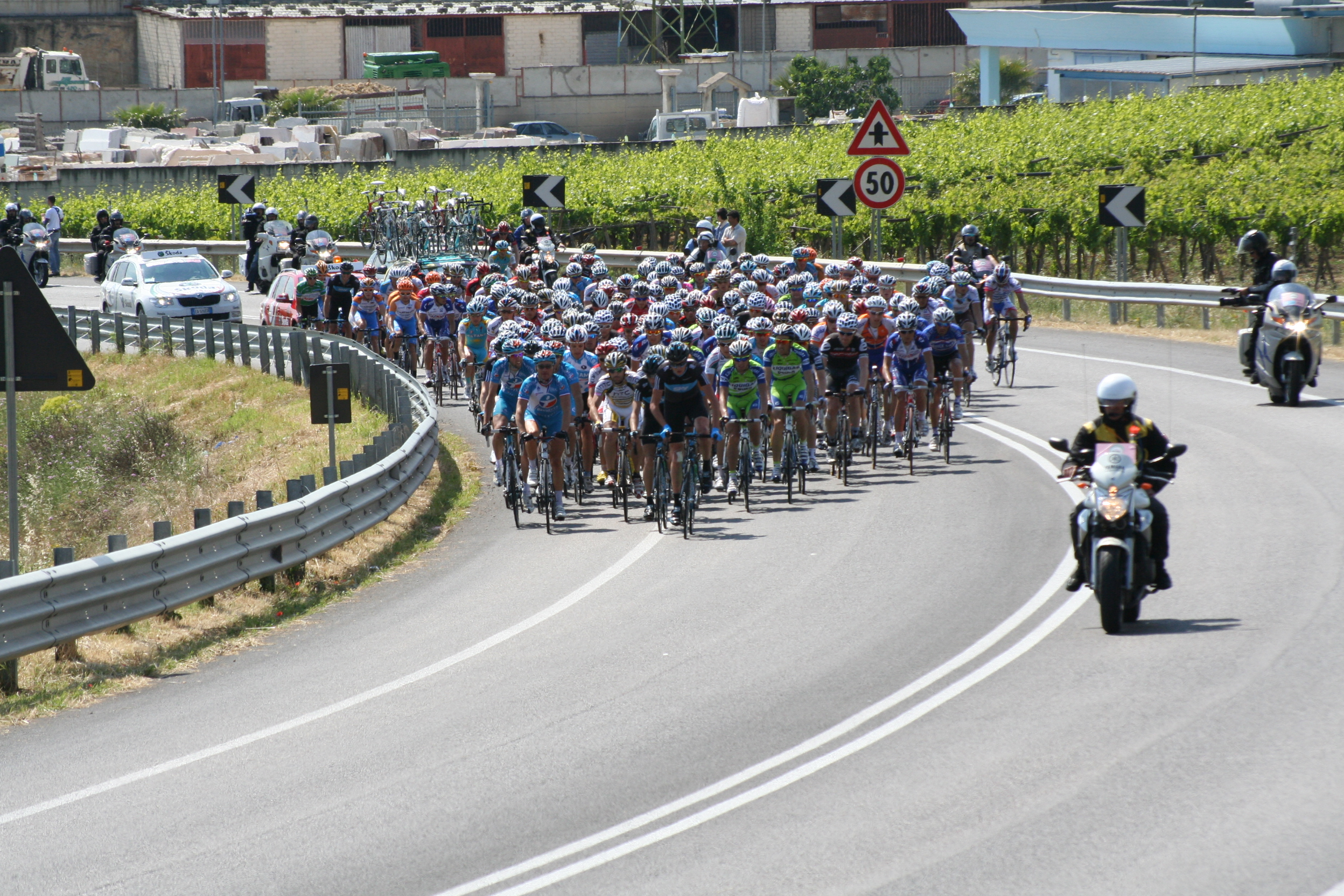
Le peloton qui passe aux environs de Canosa di Puglia.

Une échappée se forme dans la première heure : Hubert Dupont (AG2R La Mondiale), Charles Wegelius (Omega Pharma-Lotto) et Dario Cataldo (Quick Step). Elle est reprise à 16 kilomètres de l'arrivée, et c'est donc une nouvelle arrivée au sprint. Tyler Farrar (Garmin-Transitions) s'impose devant Fabio Sabatini (Liquigas-Doimo) et Julian Dean (Garmin-Transitions), et conforte son avance au classement par points. C'est son deuxième succès dans ce Giro.

## Côtes
- Valico Dell'Imbandina (10,1 km à 3,8 %) : 3e catégorie

## Classement de l'étape
|    | Coureur           | Pays             | Équipe              |    | Temps           |
| -- | ----------------- | ---------------- | ------------------- | -- | --------------- |
| 1  | Tyler Farrar      | États-Unis       | Garmin-Transitions  | en | 5 h 49 min 14 s |
| 2  | Fabio Sabatini    | Italie           | Liquigas-Doimo      | +  | m.t.            |
| 3  | Julian Dean       | Nouvelle-Zélande | Garmin-Transitions  |    | m.t.            |
| 4  | Robbie McEwen     | Australie        | Team Katusha        |    | m.t.            |
| 5  | Robert Förster    | Allemagne        | Team Milram         |    | m.t.            |
| 6  | Sébastien Hinault | France           | AG2R La Mondiale    |    | m.t.            |
| 7  | André Greipel     | Allemagne        | Team HTC-Columbia   |    | m.t.            |
| 8  | Danilo Hondo      | Allemagne        | Lampre-Farnese Vini |    | m.t.            |
| 9  | Leonardo Duque    | Colombie         | Cofidis             |    | m.t.            |
| 10 | Mathew Hayman     | Australie        | Team Sky            |    | m.t.            |

## Classement général
|    | Coureur              | Pays       | Équipe              |    | Temps            |
| -- | -------------------- | ---------- | ------------------- | -- | ---------------- |
| 1  | Alexandre Vinokourov | Kazakhstan | Astana              | en | 38 h 59 min 00 s |
| 2  | Cadel Evans          | Australie  | BMC Racing          | +  | 1 min 12 s       |
| 3  | Vincenzo Nibali      | Italie     | Liquigas-Doimo      |    | 1 min 33 s       |
| 4  | Ivan Basso           | Italie     | Liquigas-Doimo      |    | 1 min 51 s       |
| 5  | Marco Pinotti        | Italie     | Team HTC-Columbia   |    | 2 min 17 s       |
| 6  | Richie Porte         | Australie  | Team Saxo Bank      |    | 2 min 26 s       |
| 7  | Vladimir Karpets     | Russie     | Team Katusha        |    | 2 min 34 s       |
| 8  | Stefano Garzelli     | Italie     | Acqua & Sapone      |    | 2 min 47 s       |
| 9  | Damiano Cunego       | Italie     | Lampre-Farnese Vini |    | 3 min 08 s       |
| 10 | Michele Scarponi     | Italie     | Androni Giocattoli  |    | 3 min 09 s       |

## Abandon
Aucun abandon.